# Ryūichi Sugiyama
Ryūichi Sugiyama (jap. 杉山 隆一, Sugiyama Ryūichi; * 4. Juli 1941 in Shimizu (heute: Stadtbezirk von Shizuoka), Präfektur Shizuoka) ist ein ehemaliger japanischer Fußballspieler.

## Nationalmannschaft
1961 debütierte Sugiyama für die japanische Fußballnationalmannschaft. Sugiyama bestritt 56 Länderspiele und erzielte dabei 15 Tore. Mit der japanischen Nationalmannschaft qualifizierte er sich für die Olympischen Spiele 1964 und 1968. Bei den Olympischen Spielen 1968 konnte Japan die Bronzemedaille gewinnen.

## Errungene Titel

### Mit der Nationalmannschaft
- Olympische Sommerspiele 1968: Bronzemedaille

### Mit seinen Vereinen
- Japan Soccer League: 1969, 1973
- Kaiserpokal: 1971, 1973

## Persönliche Auszeichnungen
- Japan Soccer League Best Eleven: 1966, 1967, 1968, 1969, 1970, 1971, 1972, 1973